# Grande Prêmio da Grã-Bretanha de 1957
Resultados do Grande Prêmio da Grã-Bretanha de Fórmula 1 realizado em Aintree à 20 de julho de 1957. Quinta etapa do campeonato, foi vencida pelos britânicos Tony Brooks e Stirling Moss.

## Classificação da prova
| Pos. | Nº | Piloto                            | Construtor     | Voltas | Tempo/Diferença  | Grid | Pontos |
| ---- | -- | --------------------------------- | -------------- | ------ | ---------------- | ---- | ------ |
| 1    | 20 | Tony Brooks Stirling Moss         | Vanwall        | 90     | 3:06:37.8        | 3    | 4 5    |
| 2    | 14 | Luigi Musso                       | Ferrari        | 90     | + 25.6           | 10   | 6      |
| 3    | 10 | Mike Hawthorn                     | Ferrari        | 90     | + 42.8           | 5    | 4      |
| 4    | 16 | Maurice Trintignant Peter Collins | Ferrari        | 88     | + 2 voltas       | 9    | 3 0    |
| 5    | 36 | Roy Salvadori                     | Cooper-Climax  | 85     | + 5 voltas       | 15   | 2      |
| 6    | 38 | Bob Gerard                        | Cooper-Bristol | 82     | + 8 voltas       | 18   |        |
| 7    | 22 | Stuart Lewis-Evans                | Vanwall        | 82     | + 8 voltas       | 6    |        |
| 8    | 32 | Ivor Bueb                         | Maserati       | 71     | + 19 voltas      | 19   |        |
| Ret  | 34 | Jack Brabham                      | Cooper-Climax  | 74     | Embreagem        | 13   |        |
| Ret  | 4  | Jean Behra                        | Maserati       | 69     | Embreagem        | 2    |        |
| Ret  | 12 | Peter Collins                     | Ferrari        | 53     | Vazamento d’água | 8    |        |
| Ret  | 18 | Stirling Moss Tony Brooks         | Vanwall        | 51     | Motor            | 1    |        |
| Ret  | 2  | Juan Manuel Fangio                | Maserati       | 49     | Motor            | 4    |        |
| Ret  | 24 | Jack Fairman                      | BRM            | 46     | Motor            | 16   |        |
| Ret  | 26 | Les Leston                        | BRM            | 44     | Motor            | 12   |        |
| Ret  | 6  | Harry Schell                      | Maserati       | 39     | Bomba d’água     | 7    |        |
| Ret  | 8  | Carlos Menditeguy                 | Maserati       | 35     | Transmissão      | 11   |        |
| Ret  | 28 | Jo Bonnier                        | Maserati       | 18     | Câmbio           | 17   |        |
| DNS  | 30 | Horace Gould                      | Maserati       |        | Acidente         | 14   |        |